# Хараламбус, Элиас
Элиас Хараламбус (греч. Ηλίας Χαραλάμπους; род. 25 сентября 1980[…], Ист-Лондон, Восточно-Капская провинция) — киприотский футболист, защитник. Тренер клуба «Стяуа» из Бухареста.

## Клубная карьера
Элиас Хараламбус начинал свою карьеру футболиста и провёл большую её часть в кипрском клубе «Омония», вместе с которым он выиграл множество титулов на национальном уровне. 3 сезона с 2005 по 2008 год Хараламбус выступал за греческий ПАОК. Летом 2011 года он из «Омонии» перешёл в кипрский «Алки», где отыграл первую половину сезона 2011/12. В начале 2012 года Хараламбус стал игроком команды немецкой Второй Бундеслиги «Карлсруэ». Спустя полгода он подписал контракт с румынским «Васлуем», а летом 2013 года — с кипрской «Доксой». Вторую половину сезона 2013/14 Хараламбус отыграл в греческой Суперлиге за «Левадиакос», а по его завершении перешёл в кипрскую команду АЕК из Ларнаки.

## Карьера в сборной
13 февраля 2002 года Элиас Хараламбус дебютировал за сборную Кипра, выйдя в основном составе в финале товарищеского турнира, в поединке со сборной Чехии.

## Достижения
«Омония»
- Чемпион Кипра (3): 2000/01, 2002/03, 2009/10
- Обладатель Кубка Кипра (3): 1999/00, 2004/05, 2010/11
- Обладатель Суперкубка Кипра (3): 2001, 2003, 2010